# ウッドストック 1999
ウッドストック 1999（Woodstock 1999）は、1999年7月23日から25日にかけてニューヨーク州ロームで開催されたロック・フェスティバル。
1969年のオリジナルのウッドストックの成功を模倣しようとしたウッドストック 1994に続く2度目のフェスとして行われた。その模様はMTVにより全米に生中継され、ペイ・パー・ビューで視聴可能だった。
約40万人が訪れたコンサートは、一部の暴徒化した観客による暴力と略奪、そして放火により大混乱に陥り、その荒廃した様子がメディアにより大きく取り上げられた。

## 開催地
コンサートは、環境再生計画区域（Superfund）となっていたグリフィス空軍基地の跡地を、主催者が借り切って開催された。
過去のウッドストックでは、チケットを購入せずに入場する行為（ゲート・クラッシング）が常習化していたため、開催に先立ちその防止が徹底された。主催者側は、チケットを持たない者からの「自己防衛」として、会場の外周を高さ約3.7メートルの合板とフェンスで取り囲んだ。さらに、追加の保安要員として約500人のニューヨーク州警察隊員をフェンスに沿って配置した。メイン会場となった2つのステージの他に、二次的な会場もいくつか用意され、深夜にはレイヴ・イベントなども行われた。また、空軍の旧格納庫では、インディーズ系映画会社の主催する映画祭も催された。
ウッドストック1999は、実験的な「ベンチャー事業」として立案され、数多くのスポンサー企業を募って開催された企画に基づくイベントだった。そのため、ロック・フェスティバルであると共に、複合商業施設や銀行ATM、インターネット関連のサービスなど、スポンサー企業による「近代的な製品の活用」という要素も兼ね備えていた。当時、このようなイベントには前例がなく、予測できないコストの増加が懸念されていた。そのため、主催者側はチケットを150ドルに設定し、入場後に観客が支払うサービスの利用料に対して過剰なコストの上乗せを行った。なお、観客の総動員数は約40万人だった。一方で、開催地のニューヨーク州ローム市は、近隣のホテルに宿泊する観客や出演者にとって大きな魅力となった。特にローム市の繁華街に位置するバーやレストランは、コンサートの会期中大きな賑わいを見せた。

## 評価
当初、フェスティバルで行われた演出の多くは、好意的な評価を得ていた。特に、ジョージ・クリントン、ジャミロクワイ、ジェームス・ブラウン、リンプ・ビズキット、DMX、シェリル・クロウ、The Tragically Hip、レイジ・アゲインスト・ザ・マシーンなどのパフォーマンスは、批評家からも賞賛された。また、6年ぶりに同じステージへと立つメタリカとメガデスというラインナップも注目を集めていた。しかし開演が進むにつれて、急速に悪化する群衆と会場のほうが、より大きな注目と批判を集めるようになっていった。

## 問題点

### 環境
気温38℃以上という酷暑に加え、空軍基地の跡地で開催したため、地面は舗装されて照り返しが強く、木陰なども無かった。また、メイン会場となっていた東西2つのステージは2キロメートルも離れており、観客は高温となったアスファルトの上を徒歩で往復せねばならなかった。こういった悪条件により、多くの観客は早い段階からイベントを楽しめなくなっていた。
さらに、会場内への水と食べ物の持ち込みが禁止されていたことで、観客は入場後に高額な商品を購入せねばならなかった。具体的には、「590mLのミネラルウォーター」が4ドル、「590mLの炭酸水」が4ドル、「ブリート」が10ドル、「ホットドッグ」が5ドル、「サンドイッチ」が5ドル、「25cmピザのシングルスライス（1/8枚分）」が12ドルなどであった。（日本円では概ね「590mLのミネラルウォーター」が450円、「590mLの炭酸水」が450円、「ブリート」が1,120円、「ホットドッグ」が560円、「サンドイッチ」が560円、「25cmピザのシングルスライス」が1,350円に相当する。）
一般の小売店へ買い物に行くには、混み合う循環バスで移動するか、長い道のりをひたすら歩くしか無かった。それでも、市内の店は品薄で商品が手に入らない状況だった。会場内では噴水に水を求める行列ができ、順番待ちに耐えかねた人々は水を汲むために給水管を壊した。壊された給水管からは水が吹き出した。それに加え、観客数に対して仮設トイレの数も不足していた。開演直後にはトイレが溢れ、併設された仮設シャワーも使用できなくなった。そこへ、壊れた給水パイプから放出された水があふれた仮設トイレと混ざり合い、泥沼のようになった。ドキュメンタリー『Woodstock 99: Peace, Love, and Rage』で、参加者の一人が語ったところによると、参加者たちは人糞が混ざっていることにも気づかず、ただの泥だと思ってはしゃいだとされている。

### 暴力
7月24日（土）の夜、暴徒化した一部の観客によって合板が引き裂かれた。これが、最初の暴力的な行為と考えられている。この時、ステージ上で「Break Stuff」を演奏していたリンプ・ビズキットのボーカリスト、フレッド・ダーストは「誰も傷つけないように…」と観客に自制を訴えかけた。翌日、前夜の暴力的行為を受けて、キャンドルライトの祈祷会の開催を考えた反銃暴力団体が、観客にキャンドルの配布を行った。
7月25日（日）の夜、東のステージではレッド・ホット・チリ・ペッパーズが、西のステージではメガデスが、それぞれ演奏を行うコンサートの最終盤になると、観客は昼間に配布されたキャンドルを灯し始めた。また、剥がされたフェンスや合板で焚き火をする者も現れた。大トリをつとめたレッド・ホット・チリ・ペッパーズの演奏中には一部の観客が暴徒化し始め、会場内に複数の火の手が上がった。暴徒は一層激化し、銀行ATMや商業施設の販売ブースでは略奪が行われた。また、地面に放たれた火は、捨てられた大量のペットボトルに引火し、東西両ステージに大きく燃え広がった。
生中継を行っていたMTVはスタッフを避難させた。MTVのホストカート・ローダーは1999年7月27日のUSAトゥデイで以下のように述べた。 
「その場にいるのは危険でした。会場全体が一つの恐ろしい光景となっていました。ただ憎悪だけが最高潮に達していました。(...) 我々が避難すべきなのは明らかでした。…そこは、まるで強制収容所のようでした。会場内の極めて高額な飲食物を買わせるために、観客は入場時に身体検査をされて、水も食べ物も持ち込めませんでした。誰もが、ゴミと排泄物とに苦しめられていました。激怒に満ちた雰囲気は、誰の目にも明らかでした。」 
間もなく、ニューヨーク州軍や地方警察などの部隊が到着し、暴動鎮圧を行った。群衆は舞台から離れた北西に押し出される形で、会場の外へと退散し暴徒は解消された。

### 余波
警察の発表によれば、開催期間中のレイプと性的暴行事件が4件、放火が12件、重軽傷者は合わせて6人であり、最終日の逮捕者は7人であった。また、観客1名が意識を失い病院に搬送されたが、翌日（7月26日）熱中症による死亡が確認された。これについて遺族は、主催者と6人の医師を提訴したが、2001年にニューヨーク州高位裁判所が控訴を退け、遺族側の敗訴が確定した。

## 主な出演者

### 7月23日
- バックチェリー
- DMX
- ジョージ・クリントン
- ジェームス・ブラウン
- ジャミロクワイ
- コーン
- モービー
- オフスプリング
- ザ・ルーツ
- シェリル・クロウ

### 7月24日
- アラニス・モリセット
- ケミカル・ブラザーズ
- カウンティング・クロウズ
- デイヴ・マシューズ・バンド
- ファットボーイ・スリム
- アイス・キューブ
- キッド・ロック
- リンプ・ビズキット
- メタリカ
- レイジ・アゲインスト・ザ・マシーン

### 7月25日
- ブライアン・セッツァー・オーケストラ
- クリード
- エルヴィス・コステロ
- ゴッドスマック
- ジュエル
- ジョン・エントウィッスル
- メガデス
- ミューズ
- レッド・ホット・チリ・ペッパーズ
- セヴンダスト
- マイク・ネス

## 本件を題材とした作品
ウェブサイトザ・リンガーは、本件の真相や誤解などを主題としたBreak Stuff: The Story of Woodstock '99という題名のポッドキャストを配信サービスLuminary向けに配信している。
2021年7月23日には、HBOおよびHBO Maxが音楽史を題材としたドキュメンタリーシリーズ「Music Box」の一環としてen:Woodstock 99: Peace, Love, and Rageというドキュメンタリー映画を配信した。
同作の監督はギャレット・プライスが務めており、主催者のマイケル・ラングとジョン・シャー、ならびにオフスプリングらイベント出演者に加え、参加者へのインタビューを通じてイベントの盛衰と混乱が語られている。
また、2022年8月3日には、ネットフリックスにて『とんでもカオス！：ウッドストック1999』（原題：Trainwreck: Woodstock '99）が配信された。
同作は第三者の視点から描かれており、参加者や出演者、および主催者サイドへの新規インタビューが収録されている
。